# William Morris Hunt
William Morris Hunt (31. března 1824 Brattleboro, Vermont – 8. září 1879 Appledore, Maine) byl americký krajinář a malíř portrétů.

## Život
Byl druhým z pěti dětí bohatého kongresmana Jonathana Hunta a jeho manželky Marie Jane Leavittové. Jeho matka pocházela z vlivné rodiny v Connecticutu. Po předčasné otcově smrti vyrůstal se svými sourozenci, včetně mladšího bratra Richarda, ve Švýcarsku a ve Francii. V letech 1844 a 1845 studoval na Düsseldorfské umělecké akademii ve třídě německého malíře Karla Ferdinanda Sohna (1805–1867), a později ve Villiers-le-Bel u Paříže u francouzského malíře Thomase Coutureho (1815–1879). Jeho krajinomalbu v Barbizonu silně ovlivnil malíř Jean-François Millet (1814–1875) a tzv. barbizonská škola. 
V roce 1855 se Hunt vrátil do Ameriky a otevřel uměleckou školu v Bostonu. Tam zaváděl plenérovou malbu a přispěl ke vzniku tradice, že ke studiu umění je potřebná Paříž. V roce 1871 byl Hunt zvolen přidruženým členem Národní akademie designu.
William Morris Hunt se v září 1879 utopil na ostrově Appledore, jednom z ostrůvků v Mainském zálivu, a byl na ostrově pohřben.
V roce 1872 zuřil v Bostonu velký požár a mnoho obrazů a náčrtů Williama Morrise Hunta bylo ztraceno. V plamenech bylo zničeno i pět obrazů jeho učitele a přítele Jeana-Françoise Milleta, které si s sebou přivezl z Francie.

## Galerie

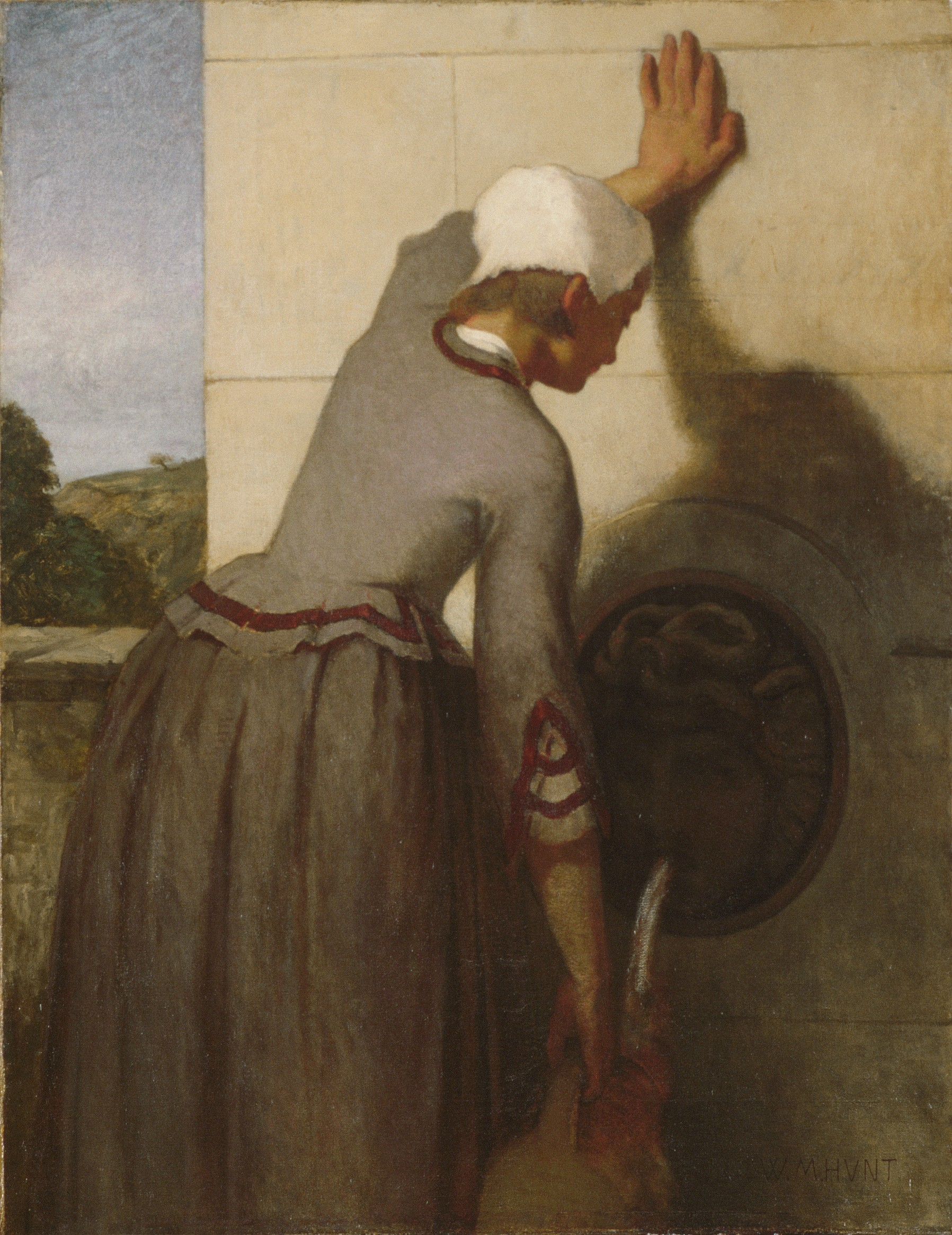
Dívka u fontány, olej na plátně, kolem 1852–1854
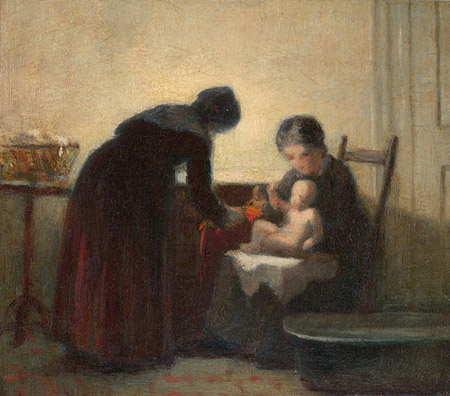
Rodina, olej na plátně, kolem 1861
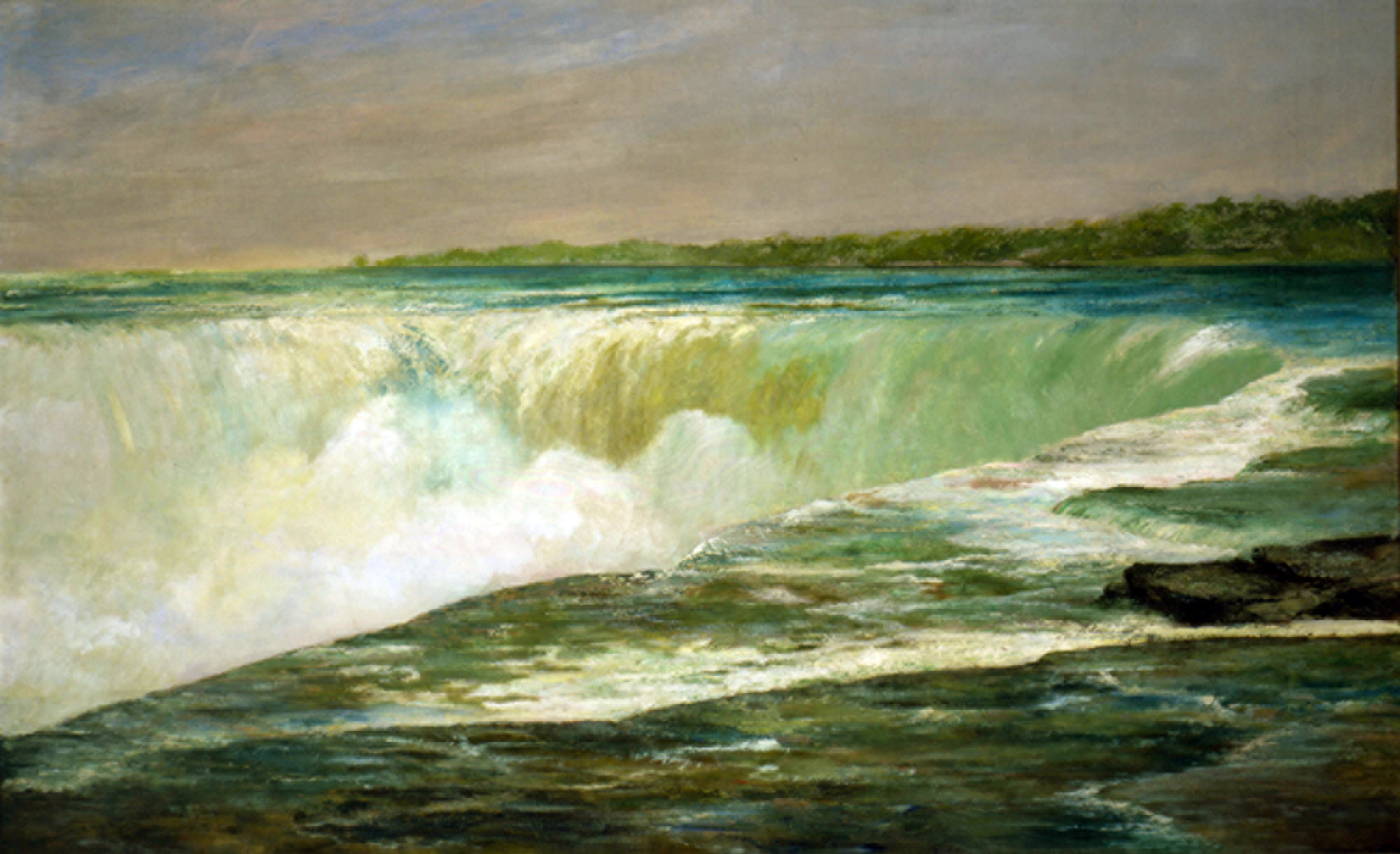
Niagarské vodopády, olej na plátně, 1878
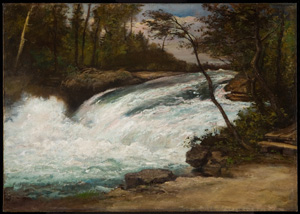
Peřeje, Sister Island, Niagara, olej na plátně, 1878